# Тръпче Григоров
Тръпче (Тръпчо) Григоров е български революционер, деец на Вътрешната македоно-одринска революционна организация.

## Биография
Тръпче Григоров е роден през 1882 година в южномакедонския град Воден, тогава в Османската империя. Присъединява се към ВМОРО и е четник първо на Дончо Лазаров, а после на Кимон Георгиев.